# Aleksandr Awdiejew (ur. 1975)
Aleksandr Awdiejew (ros. Александр Александрович Авдеев; ur. 12 sierpnia 1975) – rosyjski polityk, deputowany do Dumy Państwowej Federacji Rosyjskiej VII kadencji, reprezentujący ugrupowanie Jedna Rosja.
Absolwent Moskiewskiego Państwowego Uniwersytetu Technicznego im. N.E. Baumana.